# Wrigley Building
Il Wrigley Building è un grattacielo situato a Chicago, Illinois. Costruito per ospitare la sede centrale della Wrigley Company, con un'altezza di 133,5 m al momento del suo completamento avvenuto nel 1922, è stato fino al 1924 l'edificio più alto di Chicago.